# Záhoří (Píseki járás)
Záhoří település Csehországban, Píseki járásban. Záhoří Kluky, Temešvár, Vojníkov, Vlastec, Vrcovice, Dolní Novosedly és Písek településekkel határos. Lakosainak száma 814 fő (2024. január 1.).

## Népesség
A település lakosságának változását az alábbi diagram mutatja:
| Lakosok száma | 1342 | 1201 | 1202 | 882  | 825  | 719  | 795  | 794  | 775  | 814  |
|               | 1869 | 1890 | 1921 | 1950 | 1980 | 2001 | 2017 | 2019 | 2022 | 2024 |